# Liste von Burgen, Schlössern und Festungen im Département Ardennes
Die Liste von Burgen, Schlössern und Festungen im Département Ardennes listet bestehende und abgegangene Anlagen im Département Ardennes auf. Das Département zählt zur Region Grand Est in Frankreich.

Wappen des Départements Ardennes (08)
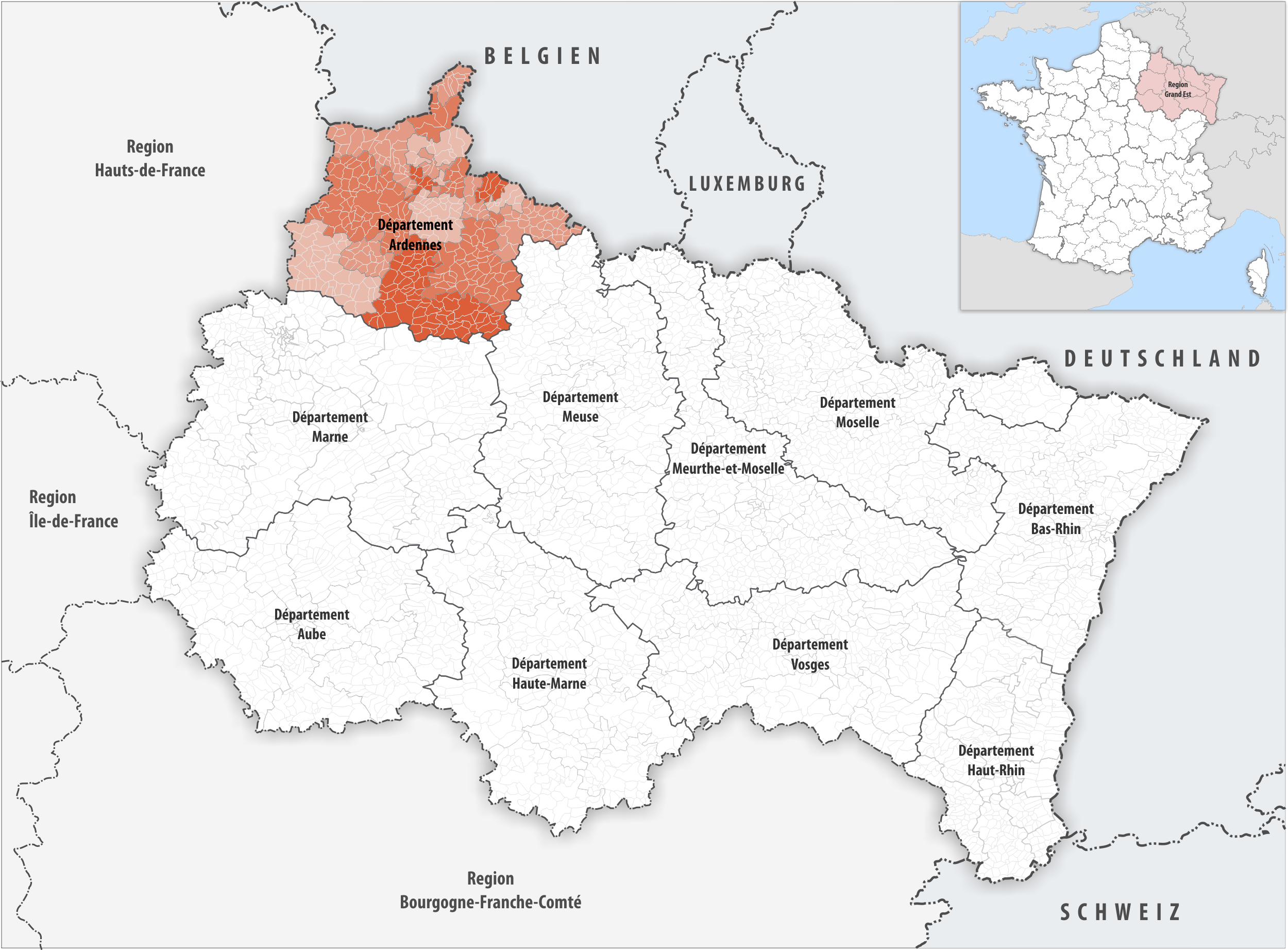
Lage des Départements Ardennes in der Region Grand Est
Lage der Region Grand Est in Frankreich

## Liste
Bestand am 6. August 2021: 33
| Name deu / fra                                               | Gemeinde / Lage                     | Typ (Untertyp)        | Bemerkungen                                                                  | Bild |
| ------------------------------------------------------------ | ----------------------------------- | --------------------- | ---------------------------------------------------------------------------- | ---- |
| Schloss Bazeilles Château de Bazeilles (Schloss Orival)      | Bazeilles 49,673576° N, 4,981371° O | Schloss               |                                                                              |      |
| Schloss Bellevue Château de Bellevue                         | Sedan 49,697025° N, 4,902829° O     | Schloss               | Westlich von Sedan, nördlich von Frénois                                     |      |
| Schloss Brieulles-sur-Bar Château-ferme de Brieulles-sur-Bar | Brieulles-sur-Bar                   | Schloss               |                                                                              |      |
| Grafenschloss Bryas Château des comtes de Bryas              | Fumay                               | Schloss (Palais)      |                                                                              |      |
| Schloss La Cassine Château de la Cassine                     | Vendresse                           | Schloss               | Ruine                                                                        |      |
| Festung Charlemont Fort de Charlemont                        | Givet                               | Festung               |                                                                              |      |
| Schloss Châtel Château de Châtel                             | Chatel-Chéhéry                      | Schloss               |                                                                              |      |
| Schloss Cornay Château de Cornay                             | Cornay                              | Schloss (Renaissance) |                                                                              |      |
| Schloss La Cour des Prés Château de la Cour des Prés         | Rumigny                             | Schloss               |                                                                              |      |
| Schloss Doumely Château de Doumely                           | Doumely-Bégny                       | Schloss               |                                                                              |      |
| Burg L’Échelle Château de L'Échelle                          | L’Échelle                           | Burg                  |                                                                              |      |
| Burg Foisches Château-ferme de Foisches                      | Foisches                            | Burg (Templer)        |                                                                              |      |
| Schloss Grandpré Château de Grandpré                         | Grandpré                            | Schloss               |                                                                              |      |
| Schloss Gruyères Château de Gruyères                         | Gruyères                            | Schloss               |                                                                              |      |
| Schloss Hardoncelle Château d'Hardoncelle                    | Remilly-les-Pothées                 | Schloss (Renaissance) | Im Weiler Hardoncelle                                                        |      |
| Schloss Harzillemont Château d'Harzillemont                  | Hagnicourt                          | Schloss               |                                                                              |      |
| Burg Hierges Château d'Hierges                               | Hierges                             | Burg                  | Ruine                                                                        |      |
| Schloss Lamecourt Château de Lamecourt                       | Rubécourt-et-Lamécourt              | Schloss (Renaissance) | Im Weiler Lamécourt                                                          |      |
| Schloss Landreville Château de Landreville                   | Bayonville                          | Schloss (Renaissance) |                                                                              |      |
| Burg Linchamps Château de Linchamps                          | Thilay                              | Burg                  | Ruine, im Weiler Nohan                                                       |      |
| Schloss Mesmont Château de Mesmont                           | Mesmont                             | Schloss               |                                                                              |      |
| Burg Montcornet Château de Montcornet                        | Montcornet                          | Burg                  | Ruine                                                                        |      |
| Schloss Montvillers Château de Montvillers                   | Bazeilles                           | Schloss               |                                                                              |      |
| Festes Haus La Raminoise Maison forte de la Raminoise        | Maisoncelle-et-Villers              | Schloss (Festes Haus) |                                                                              |      |
| Burg Regnault Château-Regnault                               | Bogny-sur-Meuse                     | Burg                  | Ruine                                                                        |      |
| Schloss Remilly-les-Pothées Château de Remilly-les-Pothées   | Remilly-les-Pothées                 | Schloss               |                                                                              |      |
| Burg Rocan Château de Rocan                                  | Chéhéry                             | Burg                  |                                                                              |      |
| Schloss Romance Château de Romance                           | Mesmont                             | Schloss               |                                                                              |      |
| Burg Sedan Château de Sedan                                  | Sedan                               | Burg                  | Mittelalterliche Burganlage mit 35.000 m², erstreckt sich über sieben Etagen |      |
| Schloss Sedan Château-bas de Sedan                           | Sedan                               | Schloss (Renaissance) |                                                                              |      |
| Schloss Thugny-Trugny Château de Thugny-Trugny               | Thugny-Trugny                       | Schloss (Renaissance) |                                                                              |      |
| Schloss Turenne Château de Turenne                           | Bazeilles                           | Schloss               |                                                                              |      |
| Burg Villers Château de Villers                              | Maisoncelle-et-Villers              | Burg                  |                                                                              |      |